# شجرة العجائب (مسرحية)

## عن المسرحية
شجرة العجائب هي مسرحية خيالية اجتماعية من تأليف الكاتب "عثمان الشطي" و إخراج "عدنان البلوشي" من مسرح رأس الخيمة الوطني و تحت إشراف الأستاذ "محمد حاجي" عرضت المسرحية لأول مرة سنة 2014 و بعد 10 سنوات نجحت بدخولها على مهرجان الإمارات المسرح الطفل" سنة 2024 يوم 23 ديسمبر في "قصر الثقافة في الشارقة" و حققت نجاحاً واسعاً بين الجمهور و الأطفال و بأنها تجمع بين حب طرف الخير والشر مما يحث الأطفال على حب الخير وقيم التعاون و انها تدمج بين التشويق والرسائل الإنسانية العميقة، مع إسقاطات اجتماعية ووطنية والتي ترسخ التسامح و التعاون في روح الأطفال . أيضا الموسيقى والأغاني التي صممها العازف " فاضل الحميدي " نجحت في بناء وتنسيق العرض بأكمله و أمتعت الأطفال وجعلتهم يتفاعلون معها وكذلك تميز أداء الممثلين الذين ابدعو في تجسيد شخصياتهم ومقدرتهم على تلوين اداءاتهم كما تطلب منهم شخصياتهم الذي رفع من ايقاع العرض، وفاز العمل بـ 6 جوائز كعمل متكامل بين العروض الأخرى في مهرجان الطفل الـ 18 لسنة 2024 وفاز بها ايضاً كلن من فريق العمل " إبراهيم الحمادي " كأفضل إضاءة في المهرجان و رشحت لها ايضاً " زهرة الحمادي " كأفضل أزياء صُممت للعرض و العازف " فاضل الحميدي " نال جائزة أفضل أغانٍ موسيقية وتأثيرات صوتية في العرض ، و كأفضل إخراج فاز به المخرج لأول عمل قام به الفنان " عدنان البلوشي " و رشح للجائزة بأفضل عمل متكامل , و فاز الممثل " محمد إسحاق " الذي أدى دور " شائك " في المسرحية كأفضل ممثل دور ثاني في العرض و أبدع فيه .. نجح عمل "شجرة العجائب" في تحقيق صدى واسع بفضل دمجه بين التشويق والرسائل الإنسانية، وأداء فريقه المميز، ليصبح أحد أبرز العروض الفائزة في مهرجان الطفل 2024.

## قصة المسرحية
تتناول موضوع الصراع بين الخير والشر على كوكب الشجر , حيث تنقسم الأشجار إلى نوعين : شجرة العجائب و شجرة الشوك. تعبر المسرحية عن صراع الخير والشر من خلال رمزية الشخصيات حكيم شجرة العجائب الذي يدعو للحب والسلام، وأبناء شجرة العجانب الذين يمثلون قيماً مختلفة مثل الشجاعة الوحدة الجمال والتضحية في المقابل تقود زعيمة شجرة الشوك خطة لتدمير شجرة العجائب مستخدمة الخداع والمكر. تتضمن المسرحية صراعات بين الأطراف المختلفة بهدف تعزيز قيم التعاون والتسامح، وتنتهي برسالة واضحة حول أهمية الاتحاد ونبذ الكراهية.

## شخصيات المسرحية
حکيم شجرة العجائب : زعيم شجرة العجائب وحاميها يسعى إلى الحفاظ على الشجرة وأبنائها من التفرقة , و ينشر قيم العطاء والحب والسلام.
دمية المهرج الممزق : شخصية موهومة ومنبوذة بسبب حالتها الممزقة، لكنها تسعى لإثبات أهميتها.
دمية العسكري : حامي الشجرة و رمز الشجاعة والقوة والقيادة في حب الشجرة.
دمية العروسة : مغرورة ومعتدة بجمالها، لكنها مترددة وغير متعاونة مع البقية.
دمية سواد : شخصية منطوية و متشائمة بسبب الوحدة وعدم القدرة على التعايش مع الآخرين.
أحمر و صفار : تابعين و حراس للحكيم , مغرورين و يزعمو لدخول منزل الحكيم و الحفاظ عليه و حمايته.
الطفلة خضراء : أصغر أبناء الشجرة .. متعاونة محبه للخير وتحترم الجميع ببرائتها.
زعيمة شجرة الشوك : حاقدة على جمال شجرة العجائب وتسعى لتدميرها.
شائك : اليد اليمنى لزعيمة شجرة الشوك ذكي وماكر و خبيث.
شوكة : طيبة ومشتتة ومترددة ولا تحب أفعال زعيمة الشوك التخريبية.

## الممثلون و الأدوار
- شعبان سبيت – بدور (حكيم الشجرة)
- إسماعيل بلهون – بدور (المهرج)
- محمد السويدي – بدور (سواد)
- جودي النبهان – بدور (زعيمة شجرة الشوك)
- قصاید محمد – بدور (خضراء)
- غزلان محمد – بدور (شوكه)
- دانه سلامه – بدور (العروسة)
- محمد إسحاق – بدور (شائك)
- عبدالله المنصوري – بدور (العسكري)
- محمد قصار – بدور (صفار)
- حمزة الحراكي – بدور (أحمر)
- منصور البلوشي – بدور (شوكي)
- عبد الرحمن جهاد – بدور (تابع لزعيمة الشوك)
- كرم نضال – بدور (تابع لمنزل الحكيم)
- كارمن فيصل – بدور (تابعة لمنزل الحكيم)
- علي سمير – بدور (تابع لشجرة الشوك)
- آيه قنواتي – بدور (تابعة منزل الحكيم)
- ريوف الزعابي – بدور (شوكه في طفولتها)

- يوسف عزام – بدور (المهرج في طفولته)

## فريق العمل
- الأزياء: زهرة الحمادي
- الإضاءة: إبراهيم الحمادي
- مديرة خشبة التدقيق المسرحي: نورة الرئيسي
- تصميم الديكور: فارس الجداوي
- تصميم الغلافات: محمد رايمس ، محمد قصار
- مصمم الاستعراض: محمد السويدي
- منفذ الصوت: محمد فضل
- إدارة الإنتاج: علي شملاك

- المكياج: علي بيشوه، علي سمير، فلسطين